# Paul Brunbrouck
Paul Brunbrouck, (30 de octubre de 1926 - 13 de abril de 1954), teniente de artillería del ejército colonial francés, héroe de la Batalla de Dien Bien Phu.
Huérfano desde muy temprana edad, Paul Brunbrouck ingresó a los 22 años en la Escuela Militar Especial de Saint-Cyr (1948-1950).
Continuó estudios militares en la escuela de aplicación de la artillería y a principios de 1952 es enviado a Túnez. Asciende a teniente en octubre de 1952 y a finales de ese mismo año es destinado a Indochina. En enero de 1953, forma parte del 2.º batallón del 4.º Regimiento de Artillería Colonial estacionado en Tonkín. En junio de 1953 es distinguido con la cruz de guerra Teatro de operaciones exteriores (TOE).
En noviembre de ese mismo año es nombrado oficial de tiro de la 4.ª batería. Cerca de la Navidad el Regimiento abandona Tonkín y se traslada a Dien Bien Phu, reagrupándose en febrero de 1954.
El 13 de abril de 1954 resiste con su batería de cañones de 105 mm. durante toda una noche el ataque de un regimiento vietnamita hasta que un obus acaba con su vida.
- Datos: Q3370749